# 亞歷山德里夫卡 (夏斯佳區)
48°58′37″N 39°44′27″E / 48.97694°N 39.74083°E
亞歷山德里夫卡（烏克蘭語：Олександрівка）是位於烏克蘭東部的村莊，由盧甘斯克州夏斯佳區的希羅基市鎮負責管轄。該村面積1.59平方公里，海拔高度50米，2001年人口236，人口密度每平方公里148.4人。